# Partia Komunistyczna Ziem Baskijskich
Partia Komunistyczna Ziem Baskijskich (bask. Euskal Herrialdeetako Alderdi Komunista, EHAK) – baskijska partia w Hiszpanii.

## Historia
Była ugrupowaniem nacjonalistycznym, separatystycznym i powiązanym z ETA. Pełniła funkcję partii fasadowej dla ugrupowania Batasuna. Posiadała swoich przedstawicieli w lokalnym parlamencie i w radach miejskich. W wyborach parlamentarnych w Kraju Basków w 2005 roku zdobyła 12,5% głosów. Zdelegalizowana w 2008 roku.